# 기생아메바과
기생아메바과(Entamoebidae)는 고아메바강에 속하는 아메바과의 하나이다. 엔트아메바속(Entamoeba)과 왜소아메바속(Endolimax)을 포함하고 있다.